# Masut
Masut (russisch Мазут; aus dem Turkotatarischen; auch Mazut (engl.) oder Mazout (frz. für Schweröl) geschrieben) ist ein zähflüssiger hochsiedender Destillationsrückstand von Erdöl, dessen Siedepunkt über 350 °C liegt. Je nach Herkunft enthält Erdöl bis zu zwei Drittel der Masse Masut. Es wird als Heizmaterial und Schmiermittel verwendet oder durch Hydrier- oder Crackverfahren zu Benzin verarbeitet. Masut enthält geringe mineralische Anteile, hauptsächlich Eisen- und Calciumoxide. Der Heizwert von Masut liegt circa 3 bis 4 % unter dem der Benzinfraktion.

## Qualität
Masut-100 ist ein Heizöl, das nach den russischen Normen GOST 10585-75 oder 10585-99 hergestellt wurde. Masut wird fast ausschließlich in der Russischen Föderation, Kasachstan, Aserbaidschan und Turkmenistan hergestellt. Das Produkt wird oft zur Dampferzeugung genutzt, so fand es Verwendung als Brennstoff für ölgefeuerte Dampflokomotiven. Auch der Antrieb des russischen Flugzeugträgers Admiral Kusnezow wird mit Masut befeuert.
Ein Qualitätskriterium für Masut ist der Schwefelgehalt. Dieser schwankt zwischen 0,5 und 3,5 %.

## Sonstiges
In der Seefahrt bezeichnet Masut auch an der Meeresoberfläche treibende Ölrückstände.
Im belgischen Französisch sowie in der Welschschweiz, aber auch im frankophonen Kanada sowie in der arabischen Welt, insbesondere im Maghreb, wird Schweröl mazout genannt – auch in gewissen Regionen Frankreichs. Heizöl wird in vielen Regionen Frankreichs meist fioul genannt, von englisch fuel; in Belgien und der Romandie jedoch Mazout.